# Circondario di Emmendingen
Emmedingen è un circondario tedesco che appartiene al Land del Baden-Württemberg, situato nella zona sud ovest della Germania al confine con la Francia.

## Città e comuni
(Abitanti il 31 dicembre 2022)
| Città 1. Elzach (7 477) 2. Emmendingen, (Grande città circondariale) (28 856) 3. Endingen am Kaiserstuhl (10 532) 4. Herbolzheim (11 224) 5. Kenzingen (10 908) 6. Waldkirch, (Grande città circondariale) (22 127) | Comuni 1. Bahlingen am Kaiserstuhl (4 514) 2. Biederbach (1 697) 3. Denzlingen (13 910) 4. Forchheim (1 457) 5. Freiamt (4 249) 6. Gutach im Breisgau (4 701) 7. Malterdingen (3 479) 8. Reute (2 880) 9. Rheinhausen (4 265) 10. Riegel am Kaiserstuhl (4 102) 11. Sasbach am Kaiserstuhl (3 438) 12. Sexau (3 612) 13. Simonswald (3 091) 14. Teningen (12 281) 15. Vörstetten (3 144) 16. Weisweil (2 233) 17. Winden im Elztal (2 856) 18. Wyhl am Kaiserstuhl (3 963) |